# 安藤万寿男
安藤 万寿男（安藤 萬寿男、あんどう ますお、1915年10月14日 - 2003年3月31日）は、日本の地理学者。

## 経歴
岐阜県安八郡森部出身。1939年、東京高等師範学校を卒業。名城大学法商学部助教授を経て、1954年教授に昇格する。1960年、愛知大学教授となる。1962年、「日本の果樹栽培に関する経済地域論的研究」で名古屋大学より経済学博士の学位を取得。
輪中に関する複数の著書がある。
1975年、愛知大法経学部長に就任。1986年に定年、名誉教授となる。その後、1985年から東海産業短期大学（現・愛知産業大学短期大学）学長を務め、1992年から愛知産業大学学長を務めた。
学外では、1966年に中部地方産業研究所長を兼務した。

## 著書

### 単著
- 『岐阜県新誌』日本書院、1950年
- 『日本の果樹』古今書院、1963年
- 『輪中 その形成と推移』大明堂、1988年

### 共編著
- 伊藤郷平ほか共編『日本地誌ゼミナール 第5 東海地方』大明堂、1963年
- 安藤万寿男・国松久弥・西岡久雄共著『経済地理学』明玄書房、1965年
- （編著）『輪中 その展開と構造』古今書院、1975年
- 安藤万寿男・伊藤達雄共編『現代地理学概論』大明堂、1983年
- 安藤万寿男・山鹿誠次共著『イギリスとアメリカ 新訂』大明堂、1994年
- 安藤万寿男・伊藤喜栄共編『現代世界の地域システム』大明堂、1996年

## 論文
- 安藤萬壽男, 「江戸時代輪中地域の人口」『地理学評論』 23巻 1号 1950年 p.17-23, doi:10.4157/grj.23.17
- 安藤万寿男, 西田和夫, 「丘陵地における新しい果樹専業地域」『人文地理』 10巻 3号 1958-1959年 p.190-207,235, doi:10.4200/jjhg1948.10.190
- 安藤萬壽男, 「輪中に関する二,三の考察(2)」『水利科学』 116号 1977年 p.69-85, NAID 40001993031
- 安藤萬寿男, 「木曽三川低地部 (輪中地域) の人々の生活」『地学雑誌』 97巻 2号 1988年 p.91-106, doi:10.5026/jgeography.97.2_91
- 安藤萬壽男, 「輪中堤と水屋建築(<特集>まもる)」『建築雑誌』 1300号, p.42-43, 1990年6月, NAID 110003793460
- 安藤萬壽男, 「天正14年以前の木曽川中流部の流路」『愛知大学綜合郷土研究所紀要』 40号, p.73-90, 1995年, NAID 40000053333
- 安藤萬壽男, 「尾張藩の治水行政と水害対策」『愛知大学綜合郷土研究所紀要』 43号, p.1-24, 1998年, NAID 40000053435
- 安藤萬壽男, 「美濃平野低地部における輪中形成の時期とその築造者」『岐阜史学』 97号, p.67-84, 2001年3月, NAID 40000657535